# Demarchie
Die Demarchie (Kunstwort aus altgriechisch δῆμος demos „Volk“ und ἄρχειν archein „Erster sein, herrschen“) ist eine Herrschaft des Volkes, in der alle Entscheidungsträger eines Gemeinwesens repräsentativ aus denjenigen Menschen mittels Losverfahren bestimmt werden, die von diesen Entscheidungen betroffen sind. Dieser Ansatz hat Ähnlichkeit mit der ursprünglichen Attischen Demokratie.
In Abgrenzung zur Demarchie stehen Verfahren ohne eigene Entscheidungsmacht der ausgelosten Gremien, wie bei der Deliberativen Demokratie oder der Erarbeitung von Vorschlägen durch ein Bürgerforum, Bürgerrat.

## Definition der Demarchie
Den Begriff der Demarchie (englisch demarchy) führte der australische Philosoph John Burnheim 1985 in seinem Werk Is Democracy Possible? ein:

“Democracy is possible only if the decision-makers are a representative sample of the people concerned. I shall call a polity based on this principle a demarchy”

„Demokratie ist nur möglich, wenn die Entscheidungsträger eine repräsentative Auswahl der von den Entscheidungen betroffenen Leute sind. Ein Gemeinwesen, das sich auf dieses Prinzip gründet, nenne ich eine Demarchie“

Er kritisiert die bisherige Form moderner Demokratie in den ersten beiden Sätzen seines Werkes: „Demokratie gibt es nicht, wenigstens nicht in der Praxis. Bestenfalls haben wir heute eine Regierungsform, die man in der Antike als Wahloligarchie mit stark monarchistischen Zügen bezeichnet hätte.“
Nach Burnheim müsse man wie in der Demokratie der Antike zum Verfahren einer Bestimmung der öffentlichen Funktionäre, der Repräsentanten, mittels Losverfahren zurückkehren und auf Wahlen verzichten, auf möglichst dezentraler Ebene. Entscheidungsgremien sollten einen „statistisch repräsentativen“ Querschnitt derjenigen abbilden, die von den Entscheidungen betroffen sind, dabei solle niemand zur Teilnahme gezwungen werden. „Wenn sie also eine schlechte Entscheidung treffen, sind sie mindestens ebenso sehr davon betroffen wie alle anderen“. Als Vorteil der Demarchie sieht er unter anderem die Abschaffung des von ihm als undemokratisch angesehenen Berufspolitikertums, sowie, dass sich „die soziale Grundlage für jegliche charismatische Autorität auflösen würde“.
Weitere verwendete Bezeichnungen für eine Herrschaft des Volkes mit ausgelosten Repräsentanten als Entscheidungsträgern sind die Aleatorische Demokratie (Buchstein, von lateinisch aleatorius ‚zum Würfelspieler gehörend‘, vom Zufall abhängig) bzw. Aleatorisch-repräsentative Demokratie (Reybrouck), im Unterschied zur derzeit etablierten Elektoral-repräsentativen Demokratie mittels Wahlen:

„Dies ist also die Pathogenese unseres Wahlfundamentalismus: Das Losverfahren, das demokratischste aller politischen Instrumente, musste im achtzehnten Jahrhundert gegenüber Wahlen den Kürzeren ziehen; Wahlen waren jedoch nie als demokratisches Instrument gedacht gewesen, sondern als Verfahren, um eine neue, nicht-erbliche Aristokratie an die Macht zu bringen.“

## Geschichte der Demarchie

### Demarchie in den Demokratietheorien
Über mehr als zweitausend Jahre, bis ins 18. Jahrhundert, wurde die Demokratie als Herrschaft des Volkes gesehen, wenn die politischen Institutionen größtenteils per Losverfahren direkt aus dem Volk hervorgehen. Diese Besetzung der Ämter durch das Losverfahren benannte schon Herodot im fünften Jahrhundert v. Chr. in seiner Verfassungsdebatte als einen der Vorzüge der Isonomie, der Herrschaft der Vielen, der Demokratie. Der griechische Philosoph Aristoteles schrieb vor über 2300 Jahren in seinem Werk Politik zur Besetzung der politischen Institutionen:

«λέγω δ᾽ οἷον δοκεῖ δημοκρατικὸν μὲν εἶναι τὸ κληρωτὰς εἶναι τὰς ἀρχάς, 
τὸ δ᾽ αἱρετὰς ὀλιγαρχικόν»

„Es gilt z. B. für demokratisch, daß die Staatsämter durchs Los, für oligarchisch, daß sie durch Wahl besetzt werden“

Auch 1748 noch schrieb Charles Montesquieu zur Bestimmung von Repräsentanten des Volkes:

« Le suffrage par le sort est de la nature de la démocratie; le suffrage par choix est de celle de l’aristocratie. »

„Die Entscheidung durch das Los entspricht dem Wesen der Demokratie, die Entscheidung durch Wahl dem der Aristokratie.“

### Gelebte Demarchie
Die Demarchie, diese Ursprungsform der Demokratie, wurde zeitweise in der antiken Polis in Griechenland praktiziert, vor allem in Athen, unter anderem, um Korruption oder Gewalttätigkeit bei Wahlkämpfen einzudämmen: Stadtverordnete, Richter und die meisten Ämter wurden durch das Los bestimmt. Alle männlichen Freien der Stadt Athen ab Vollendung des 30. Lebensjahres hatten Zugang zur Mitbestimmung in der Regierung, nicht jedoch Frauen, Metöken (Fremde), unter Dreißigjährige und Sklaven. Die Anzahl der Vollbürger betrug etwa 30.000 bis 40.000 Männer, das waren rund 10 % der Gesamtbevölkerung. Bei wichtigen Entscheidungen, z. B. über Krieg und Frieden, mussten mindestens 6.000 anwesend sein.
Diese antike Urdemokratie wurde von vier Säulen getragen:
1. der Volksversammlung, der Ekklesia, die 40-mal im Jahr tagte und die wesentlichen Angelegenheiten des öffentlichen Lebens entschied,
2. der nach regionalen Anteilen (Phylen) aus den Vollbürgern ausgeloste Rat der Fünfhundert (Bule), der die Volksversammlungen vorbereitete und an der Regierung mitwirkte,
3. den vor allem per Los bestimmten Beamten (Archonten) – den politischen, religiösen, kulturellen und administrativen Führungskräften (nur die wenigen militärischen wurden gewählt), sowie
4. den per Los bestimmten Laienrichtern der Volksgerichte.[14]

Im Mittelalter gab es zumindest demarchische Ansätze in Florenz („Imborsazione“, 1328–1530) bei der Besetzung des gesetzgebenden Rates, der Regierung und der Verwaltungskommissare, Aragón übernahm es („Insaculación“, 1350–1715) für Wahlkollegien, lokale Machthaber und nationale Parlamentsmitglieder. Das Losverfahren wurde jedoch beschränkt, indem zunächst mögliche Kandidaten vorgeschlagen und dann von einer städtischen Kommission vorausgewählt wurden; erst danach folgte die Auslosung. Immerhin wurden so in Florenz 75 % der Bürger vorgeschlagen. Ämterhäufung war nicht zulässig, und eine häufige Rotation, jeweils nicht mehr als ein Jahr, beschränkte die Macht des Einzelnen. Das Verfahren aus Florenz wurde auch in Orvieto, Siena, Pistoia, Perugia und Lucca übernommen, das sehr ähnliche aus Aragón in Lleida, Saragossa, Gerona und Barcelona, auch in weiteren Regionen Spaniens wie Murcia, La Mancha und Extremadura. König Ferdinand II. sah als Vorteile, dass dieses Losverfahren „in den Ortschaften und Städten eher ein gutes Leben, eine gesunde Verwaltung und Regierung fördern als die Ordnungen, die sich umgekehrt auf die Wahl stützen. Sie sind einiger und gleicher, friedlicher und freier von Leidenschaften.“

## Modelle zur Anwendung
Es gab und gibt verschiedene Konzepte zur Realisierung einer Demarchie. Sowohl Volksvertreter in Entscheidungsgremien als auch Amtsträger können per Zufallswahl bestimmt werden. Entscheidungsgremien können dabei entweder für eine Legislaturperiode oder nur für eine bestimmte Entscheidung ausgelost werden. Sie fungieren vollumfänglich als Regierung oder es gibt jeweils Einzelgremien für Bildung, Umwelt, Wirtschaft und die anderen Bereiche. Es könnte eine Pflicht zur Teilnahme am Losverfahren geben oder sie könnte auf Freiwilligkeit beruhen.
Folgende Werke stellen Möglichkeiten zur Umsetzung einer Demarchie vor, oder zumindest teilweise Umsetzungen von Regierung und Gesetzgebung durch geloste Volksvertreter.
- 1985 – John Burnheim empfiehlt in seinem Werk Is Democracy Possible?, alle Gremien der Staatsgewalt für die Bereiche von Verwaltungen, Politik und Rechtsprechung des Staates so weit wie möglich zu dezentralisieren und die Entscheidungsträger statistisch-repräsentativ mittels Losverfahren zu bestimmen. Eine Möglichkeit wäre, für verschiedene Einzelthemen wie Stadtplanung, Gesundheitswesen, Abfallbeseitigung oder Bildungswesen eigene Entscheidungsgremien zu bilden, je nach Zweck regional oder thematisch. Die Mitglieder werden zufällig aus Freiwilligen ausgewählt, und zwar derart, dass die Zusammensetzung der Bevölkerung nach Geschlecht, ethnischer Herkunft, Alter und dergleichen entspricht. In einem festgelegten Rhythmus werden die Mitglieder durch neue ersetzt. Die Beschlüsse eines solchen Gremiums haben höchste Legitimität, denn die Mitglieder stehen direkt für die Positionen der Bevölkerung. Burnheim beruft sich dabei auf die attische Demokratie.[4][2]

- 2013 – Terrill Bouricius, Wissenschaftler und erfahrener Politiker aus Vermont, schlägt in seiner Multi-Body Sortition für die Legislative sechs Gremien in einem System aus Checks and Balances vor, von denen alle bis auf die „Interest Panels“ aus Freiwilligen ausgelost werden. Darin sieht er auch die Lösung des Zielkonflikts um ideale Auswahl, Größe, Amtszeit und Gruppendynamik der Gruppe, die Gesetzgebung wird in Phasen unterteilt. Das „Agenda Council“ legt ausschließlich die Themen der Gesetzgebung fest, in beliebig vielen „Interest Panels“ aus je zwölf selbst gemeldeten Freiwilligen werden die Spezialthemen beraten und Empfehlungen erarbeitet, das „Review Panel“ erstellt daraus die konkreten Gesetzesvorlagen. Die für die Beschlusstagung jeweils neu und verpflichtend ausgeloste „Policy Jury“ soll ein bis mehrere Tage über die Gesetzesvorlagen abstimmen. Zur Sicherstellung dieses Gesamtprozesses entscheidet ein „Rules Council“ über alle Verfahrensregeln und ein „Oversight Council“ kontrolliert den Gesetzgebungsprozess und behandelt Beschwerden.[16][17]

### Verschiedene Stufen der Umsetzung
Terrill Bouricius und David Schecter schlugen 2013 für den Teilaspekt der Legislative fünf konkrete Stufen vor, sich einer Demarchie zu nähern, von kleinen deliberativen Schritten (1. – Aleatorische Deliberation) bis zur Reform, bei der die ausgelosten Bürger über alle Gesetze entscheiden (5. – demarchische Legislative):
1. Entwurf eines einzelnen Gesetzes zur Vorlage an Entscheidungsgremium (realisiert z. B. in der British Columbia Citizens' Assembly in Kanada, siehe auch Planungszelle und Aleatorische Deliberation)
2. Entwurf von Gesetzen innerhalb eines Politikbereiches, bevorzugt in einem umstrittenen Bereich, den die gewählten Amtsträger lieber meiden oder in dem sie Interessenskonflikte haben, wie bei den eigenen Wahlgesetzen, Diäten und Amtszeitbeschränkungen (realisiert z. B. in der Convention on the Constitution in Irland)
3. Losverfahren als Element einer Initiative oder eines Referendums, einer Volksabstimmung
4. Etablierung einer ausgelosten Kammer in einem Zweikammersystem der Legislative, als Ersatz für die gewählte Kammer (noch nicht realisiert, siehe Unterabschnitt „Birepräsentative Modelle“)
5. Etablierung des kompletten Gesetzgebungsprozess durch eine ausgeloste Legislative, als Ersatz für die gewählte Legislative (noch nicht realisiert)[18][19]

## Demarchie in der Praxis
Nach Burnheim, der den Begriff prägte, müssen in einer Demarchie „die Entscheidungsträger eine repräsentative Auswahl der von den Entscheidungen betroffenen Leute“ sein. Derzeit findet man die Demarchie kaum vor.

### Judikative – Geschworene
In etlichen Ländern werden Laienrichter mittels Losverfahren bestimmt, die gemeinsam mit Berufsrichtern die Gerichtsverhandlung bei Strafverfahren führen, wie in den USA oder bei schweren Vergehen in Frankreich und Österreich. Diese Geschworenen entscheiden entweder völlig unabhängig vom Richter über die Schuldfrage (USA) oder sind diesen mindestens gleichberechtigt (Österreich). Im antiken Griechenland wurden die Gerichte durch ausgeloste Geschworene besetzt, heute wird noch der Oberste Sondergerichtshof, das höchste „Verfassungsgericht“, per Losverfahren aus der Richterschaft bestimmt.

## Bewertung
Zur Auslosung von Repräsentanten gibt es gegenüber dem Wahlverfahren repräsentativer Demokratien Argumente dafür und dagegen:

### Argumente dafür
Das Losverfahren ist unbestechlich, effizient und kostengünstig, entlastet die Betroffenen, erzeugt Kreativität und gesellschaftliche Stabilität, zudem wird der politische Wille der gesamten Gesellschaft repräsentativ bei den Entscheidern abgebildet:
- Das Losverfahren ist absolut neutral, fair und verfahrensautonom. Es gibt keine Einflüsse von außen, das Ergebnis steht vorher nicht fest, sondern hängt allein vom Losen ab. So ist keine Umrechnung von Wahlergebnissen auf Sitze nötig,[24] Berufspolitiker werden nicht gegenüber anderen Bewerbern bevorzugt,[4] Wahlkreise müssen nicht mehr oder weniger neutral zugeschnitten werden.
- Das Losverfahren ist treffsicher, das Ergebnis ist direkt, klar und eindeutig. es ist keine Interpretation nötig.[24]
- Das Los ist kostengünstig, es ist wenig Zeit und Aufwand nötig.[24] Der Aufwand der Wahlprozedur wie des vorherigen Wahlkampfes und möglicher „Wahlgeschenke“ fallen ersatzlos weg, ebenso der Aufwand der Wähler, ihre Entscheidung zu treffen.
- Mittels Los werden Entscheider wie Betroffene emotional entlastet.[24] Die Entscheidung, wer jeweils zu den Entscheidern gehört, wurde vom Zufall bestimmt.
- Das Los erzeugt Kreativität und produktive Unsicherheit. So optimiert die Biologie mittels Zufall die Artenvielfalt, bei der Bestimmung von Entscheidern kann so Korruption erschwert werden. Bereits heute werden in manchen Ländern Polizeiteams per Los zusammengestellt,[24] einander unbekannte Personen verschiedenster Herkunft, die an einem gemeinsamen Thema arbeiten, haben mehr verschiedene Ansätze zur Lösung. Rücksichtnahmen auf Parteilinien und -karrieren, Darstellung in der Öffentlichkeit und Einfluss durch Lobbyismus werden stark reduziert.
- Das Los schafft gesellschaftliche Stabilität. Schon Aristoteles empfahl für eskalierende Konkurrenz um Wahlämter das Losverfahren, aus demselben Grund wurde es in den italienischen Städterepubliken eingesetzt. Neid, Missgunst, Flügelkämpfe, Bestechungen, geheime Anfeindung wie öffentliche Empörung (Moser 1774) wird vermieden, keiner verliert sein Gesicht. Somit gibt es kaum negative Gefühle, die in Gegnerschaften umschlagen können.[24] Da die ausgelosten Entscheider statistisch-repräsentativ für die gesamte Gesellschaft stehen, werden sie nicht als „abgehobenes Eliten-Projekt“ wahrgenommen, die Akzeptanz wird breiter.
- Das Losverfahren beinhaltet eine „Rationalität zweiter Ordnung“, die teils Entscheidungen erst ermöglicht (Engelstad/Elster, 1980er), wo die Rationalität an ihre Grenzen stößt. Mit den Details steigt der Aufwand, bewusst eine Auswahl zu treffen; ab einem gewissen Punkt sind die Kosten des Losens niedriger als der Aufwand einer bewussten Wahl. Auch in Situationen, in denen aufgrund von Unsicherheiten nicht klar ist, welche Option die richtige ist, oder die Optionen recht ähnlich sind, macht der Losentscheid Sinn. Schließlich löst das Los Entscheidungssituationen auf, bei denen Vergleiche zwischen Menschen unpassend wären.[24]
- Die Entscheider stehen statistisch-repräsentativ für die gesamte Gesellschaft. Wenn sie die besten Entscheidungen für sich treffen, sind dies auch die besten Entscheidungen für die Gesamtgesellschaft.[4]
- Mittels Los und Rotationsverfahren löst sich die Grundlage für charismatische Autoritäten auf,[4] ein „Führer“ hat keine Chance mehr.

### Argumente dagegen
Das Losverfahren kann manipuliert werden, wird nicht akzeptiert, hat hohe Folgekosten für inkompetente Entscheider, reduziert Leistungs- und Wettbewerbsprinzip, reduziert die Übernahme von Verantwortung und macht längerfristige Planung unmöglich:
- Damit ein Losverfahren fair ist, muss es allen gleiche Chancen geben, manipulationssicher und transparent sein. Es muss eine geeignete künstliche Lostechnik entwickelt werden, die diesen Kriterien entspricht. In Athen wurde das Kleroterion verwendet. Teils steht der Glaube an bestimmte zu bevorzugende oder zu vermeidende Zahlen oder ein Erkennen von vermeintlichen Mustern in zufälligen Ergebnissen dem Vertrauen in ein Lossystem im Wege.[25] Es bleibt unklar, ob ein Losverfahren in der Gesellschaft akzeptiert würde.[25]
- Die Macht der Bürokraten würde durch fehlende Kontinuität im Parlament und dadurch verursachte Informationsasymmetrie zugunsten der Staatsbeamten wachsen.[26][27]
- Die ausgelosten sachunkundigen Entscheider verbindet untereinander nichts, sie übernehmen keine Erfahrungen von ihren Vorgängern.[25] Ausgeloste Bürger besäßen gegenüber Berufspolitikern zu wenig Sachverstand und Erfahrung, um über komplexe und weitreichende politische Themen zu entscheiden. Hiergegen wendet David van Reybrouck ein, dass in der Vergangenheit sehr ähnliche Argumente gegen die Verleihung des Wahlrechts an Frauen, Bauern oder Arbeiter angeführt worden sind. Zudem stünden per Losverfahren zusammengesetzten Bürgerausschüssen die gleichen Sachverständigen zur Verfügung, auf die auch Berufspolitiker zurückgreifen.[28]
- Das Los ist nur Flucht vor Verantwortung.[25] Das Losverfahren reduziert Leistungs- und Wettbewerbsprinzip und kostet durch Einarbeitung und Fehlentscheidungen durch Amateure dort mehr, wo Spezialwissen für Entscheidungen benötigt wird. Menschen könnten sich von „Möglichkeitssuchern“ in „Zufallsabwarter“ verwandeln (Fishkin). Die soziale Interaktion von Wahlkampf und Wahlprozess fällt weg.[25]

- Ohne Anreiz einer möglichen Wiederwahl übernehmen ausgeloste Entscheider keine Verantwortung.

- Das Losverfahren macht verbindliche Planungen schwierig und die längerfristige Verfolgung von Plänen bei Rotationsverfahren unmöglich. Dies widerspricht der Selbstbestimmung.[25]
- Das Losverfahren sei in modernen Gesellschaften nicht wirklich repräsentativ, in jeder ausgelosten Gruppe würden wichtige Minderheiten und Sichtweisen fehlen.[27]

## Abgrenzungen
Losverfahren oder Bürgerbeteiligung allein macht noch keine Demarchie aus. Nach Burnheim, der den Begriff prägte, müssen in einer Demarchie „die Entscheidungsträger eine repräsentative Auswahl der von den Entscheidungen betroffenen Leute“ sein. Nachfolgende Beispiele sind daher keine Demarchien.

### Abgrenzung Teil-Modelle

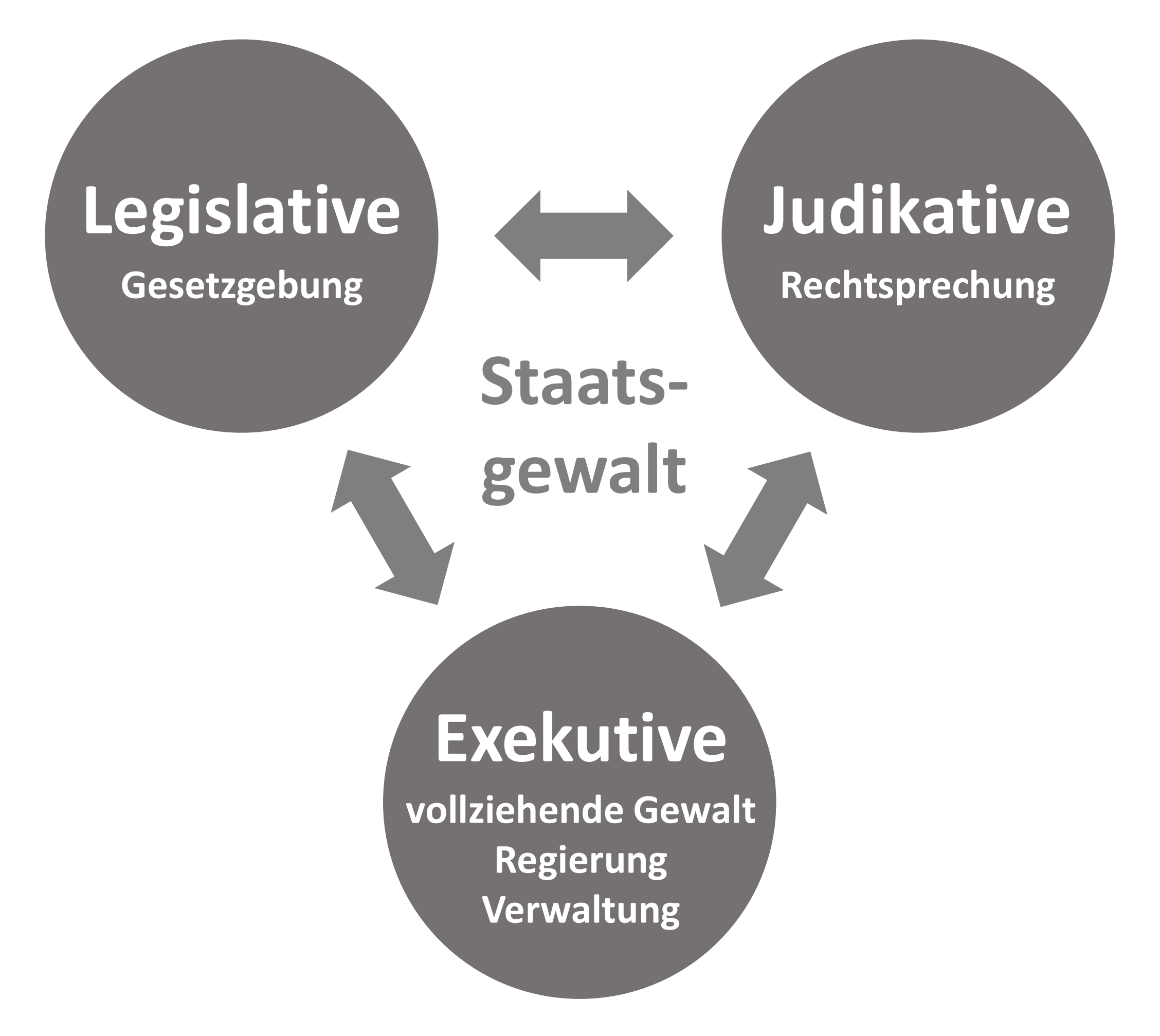
Gewaltenteilung der Staatsgewalt auf getrennte Hoheitsbereiche.

Folgende Modelle behandeln keine Demarchie, sondern einzelne Bestandteile, meist nur für einen der drei Hoheitsbereiche der Staatsgewalt, der Legislative – teils in der Absicht, mit Zwischenschritten stufenweise einen Übergang zu einer Demarchie zu erreichen, teils ohne demarchisches Ziel zur Förderung der Akzeptanz der „modernen Demokratie“, der Polyarchie.

#### Birepräsentative Modelle
- 1985 – In ihrem Buch A Citizen Legislature[30] beschreiben Ernest Callenbach und Michael Phillips, welche Vorteile es hätte, das US-Repräsentantenhaus per Zufallsauswahl zu bilden. Sie schlagen vor, dass diese Abgeordneten in überlappenden Zeiträumen für jeweils drei Jahre aus vorhandenen Geschworenenlisten ausgelost werden. Dabei würde das Repräsentantenhaus weiterhin dem Senat Gesetze vorschlagen und Gesetzesvorschläge des Senats prüfen, dieser würde als gewähltes Gremium bestehen bleiben.[31]

- 2009 – Der Greifswalder Politikprofessor Hubertus Buchstein schlägt in seinem Buch Demokratie und Lotterie[32] die Ergänzung des Europäischen Parlaments durch eine zweite Kammer vor, das „House of Lots“. Dieses solle ein Initiativrecht haben, Empfehlungen abgeben dürfen und ein Vetorecht haben. Das House of Lots umfasst nach diesem Konzept 200 Mitglieder, die aus allen erwachsenen Unionsbürgern proportional nach Mitgliedstaaten für jeweils zweieinhalb Jahre ausgelost werden. Die Übernahme des Mandats wäre Bürgerpflicht und eine Ablehnung nur unter besonderen Umständen möglich. Gleichzeitig solle die Abgeordnetentätigkeit finanziell und organisatorisch sehr attraktiv gemacht werden.[31]

- 2013/16 – Der Autor und Historiker David Van Reybrouck plädiert in einer Übergangsphase zunächst für ein „birepräsentatives Modell“, eine Volksvertretung, die sowohl durch Abstimmung als auch durch Auslosung zustande kommt. Für dieses Modell sieht er insbesondere sein Heimatland Belgien als geeignet an. In einem schrittweisen Prozess, wie ihn Bouricius (2013) beschreibt, könne der belgische Senat in ein legislatives Organ transformiert werden, das ausschließlich aus ausgelosten Bürgern besteht.[33]

#### Ideenfindung
- 2007 – Der Berliner Florian Felix Weyh regt in seinem Buch Die letzte Wahl – Therapien für die leidende Demokratie in seinem letzten von 40 „Heilungsversuchen“ der modernen Demokratie die Auswahl der Abgeordneten aus der Gesamtbevölkerung per Los an, was ein absolut repräsentatives Parlament zustande bringe. In die Verlosung der Mandate können die Medien nicht eingreifen. Die 600 Zufallsdelegierten könnten sich darüber hinaus unbeeinflusst einen Eindruck von den Bewerbern um Regierungsämter machen. Nach seinem Vorschlag sind in einem Verlosungscomputer alle Deutschen gespeichert, die den Kriterien des unabhängigen Wahlkomitees genügen, d. h. rund 62 Millionen Namen, aus denen 600 Abgeordnete gezogen werden. Die individuelle Gewinnchance falle mit 1:103.333 besser aus als bei jeder Lotterie. Wie beim Schöffenamt bestehe die Pflicht, das Mandat anzunehmen und nur sehr eng gefasste Ausnahmekriterien erlauben eine Ablehnung.

### Abgrenzung Aleatorische Deliberation
Nachfolgend werden keine Beispiele für Demarchie aufgeführt, sondern für die „Aleatorische Deliberation“ (entlehnt von lateinisch deliberatio ‚Beratschlagung, Überlegung‘), in der die ausgelosten Repräsentanten des Volkes nicht entscheiden, sondern unverbindliche Vorschläge erarbeiten und diese beratend den zuständigen Gremien zur Entscheidung unterbreiten.

#### Idee der „Laienparlamente“
Burkhard Wehner schlug 1995, inspiriert von Peter Dienels Konzept der Planungszelle, die Einrichtung von „Laienparlamenten“ vor, deren Mitglieder im Losverfahren bestimmt werden. Diese haben danach keine oder wenig Entscheidungsgewalt, sondern vor allem beratende Funktion. In der Kombination von gewählten Expertenparlamenten und gelosten „Laienparlamenten“ sieht Wehner die zeitgemäße Kombination von Bürgernähe und fachlicher Kompetenz des politischen Entscheidungsprozesses.

#### Bürgerrat Wahlrechtsreform in Kanada
In der kanadischen Provinz British Columbia wurde 2004 eine Gruppe von 160 Bürgern durch das Los bestimmt, die in der Citizens’ Assembly on Electoral Reform eine Reform des Wahlrechts erarbeiten sollte. Diese Versammlung beriet während eines Jahres immer wieder, die Teilnehmer bekamen eine Vergütung von 110 Euro je Beratungstag. Der Prozess bestand aus einer Schulungsphase, einer Konsultationsphase und einer Beschlussfassungsphase. Im für die Umsetzung benötigten durchgeführten Referendum im Jahr 2005 scheiterte der erarbeitete Vorschlag zur Änderung des Wahlrechts mit 57,7 Prozent Zustimmung – nötig gewesen wären 60 Prozent.

#### Deliberativer Bürgerhaushalt in China
An der chinesischen Ostküste in der zur Industriestadt Wenling gehörenden Großgemeinde Zeguo lief im Auftrag der chinesischen Regierung von 2005 bis 2009 ein politisches Experiment zur Beteiligung der Bürger an politischen Entscheidungen. Es wurde von He Baogang betreut, der an der Deakin University in Melbourne Politikwissenschaften lehrt, zum Einsatz kam die Methodik von James S. Fishkin. 2009 diskutierten in Zeguo die 171 Einwohner den Bürgerhaushalt der Stadt für das Folgejahr, die aus dem per Los ausgewählten Vorjahrespanel übrig waren. Sie gaben ausschließlich Hinweise ab, auf dieser Basis wurden die Entscheidungen von den normalen Gremien getroffen. In den Folgejahren passte die Regierung das Beteiligungskonzept nach ihren Wünschen an, der demokratische Ansatz wurde verwässert. Dennoch fasst He 2019 zusammen, wenn solche Bürgerbeteiligungen schon in einem autoritären Staat möglich seien, könnten auch Städte und Gemeinden in etablierten demokratischen Ländern ähnliche Experimente durchführen.